# Jagdstaffel 7
La Jagdstaffel 7 (in tedesco: Königlich Preußische Jagdstaffel Nr 7, abbreviato in Jasta 7) era una squadriglia (staffel) da caccia della componente aerea del Deutsches Heer, l'esercito dell'Impero tedesco, durante la prima guerra mondiale (1914-1918).

## Storia
La Jagdtsaffel 7 venne fondata il 23 agosto del 1916 con piloti e mezzi provenienti da una unità aerea specializzata chiamata Fokkerstaffel fondata il 2 giugno a Martincourt per supportare le azioni della 5ª Armata.
Un mese dopo, il 21 settembre, l'unità iniziò le operazioni di guerra. Nell'autunno del 1917, la squadriglia venne unita insieme alle Jagdstaffeln 29, 33 e 35 per formare il JagdGruppe 11 sotto il comando di Otto Schmidt e venne assegnata a supporto della 4ª Armata.
Nei primi mesi del 1918, la squadriglia entrò a far parte del JagdGruppe Dixmuide, insieme alle Jagdstaffeln 16 e 51 sotto il comando dell'Oberleutnant Hans-Eberhardt Gandert e venne trasferita presso l'aerodromo di Rumbeke. Poco dopo diventa parte del JagdGruppe 6 insieme alle Jagdstaffeln 28, 47 e 51 sempre sotto il comando Hans-Eberhardt Gandert. Questa unità, insieme alla Jagdstaffel 51, rimarrà un pilastro del JagdGruppe 6 fino alla fine della guerra. 
A partire dal maggio 1918 la squadriglia venne equipaggiata con i triplani Fokker Dr.I. Rimangono al momento sconosciuti i velivoli assegnati in precedenza.
Il Leutnant Josef Jacobs fu l'ultimo Staffelführer (comandante) della Jagdstaffel 7 dal 22 luglio del 1917 fino alla fine della guerra.
Alla fine della prima guerra mondiale alla Jagdstaffel 7 vennero accreditate 126 vittorie aeree. Di contro, la Jasta 7 perse 11 piloti, 2 piloti morirono in incidente di volo e 12 furono feriti in azione.

## Lista dei comandanti della Jagdstaffel 7
Di seguito vengono riportati i nomi dei piloti che si succedettero al comando della Jagdstaffel 7.
| Grado        | Nome                            | Periodo                            |
| ------------ | ------------------------------- | ---------------------------------- |
| Oberleutnant | Fritz von Bronsart-Schellendorf | 23 agosto 1916 - 21 luglio 1917    |
| Leutnant     | Josef Jacobs                    | 22 luglio 1917 - ~18 novembre 1916 |

## Lista delle basi utilizzate dalla Jagdstaffel 7
- Martincourt
- Bellevue Ferme, Senon
- La Jolly Ferme, Stenay
- Procher
- Eswars
- Thouroube, Roulers
- Wynghene
- Aertrycke
- Rumbeke
- Roulers
- St. Marguerite
- Menin

## Lista degli assi che hanno prestato servizio nella Jagdstaffel 7
Di seguito vengono elencati i nomi dei piloti che hanno prestato servizio nella Jagdstaffel 7 con il numero di vittorie conseguite durante il servizio nella squadriglia e riportando tra parentesi il numero di vittorie aeree totali conseguite.
| Asso                           | Vittorie |
| ------------------------------ | -------- |
| Josef Jacobs                   | 43 (48)  |
| Kurt Schönfelder               | 13       |
| Friedrich Manschott            | 11 (12)  |
| Paul Hüttenrauch               | 8        |
| Paul Billik                    | 4 (31)   |
| Paul Lotz                      | 4 (10)   |
| Carl Degelow                   | 3 (30)   |
| Hermann Kunz                   | 3 (6)    |
| Georg Meyer                    | 3 (24)   |
| Otto Schmidt                   | 2 (20)   |
| Olivier von Beaulieu-Marconnay | 2 (25)   |

## Lista degli aerei utilizzati dalla Jagdstaffel 7
- Fokker Dr.I